# Districte forestal
Un districte forestal és l'estructura administrativa perifèrica espanyola en que s'organitzava l'Administració forestal de l'Administració General de l'Estat des de l'any 1865 i fins a l'any 1971. Adscrita inicialment al Ministeri de Foment, passar amb la creació l'any 1931 del Ministeri d'Agricultura, on fou assignada. Formada per un Enginyer de Forests, com a Cap; Ajudants de l'Enginyer (Enginyers tècnics forestals), personal administratiu a la seu administrativa; desplegats al territori, guardes forestals del Cos de Guarderia Forestal de l'Estat, en les seves diferents categories; i en algunes localitats, brigades de treballadors per les diferents tasques. S'encarregaven de l'administració i ordenació de l'espai forestal existent a la seva demarcació. Tenen el mèrit de ser la primera institució que es fa càrrec d'uns espais desarbrats, abandonats i amb greus problemes d'inundacions, existents al segle xix, i convertir-los amb boscos, aprofitament forestal i estabilitat fluvial.

## Funcions del Districte forestal
El Districte forestal és una unitat administrativa que depenia quan es va crear de la Direcció General de Boscos posteriorment Direcció General de Forests, Caça i Pesca Fluvial. Les comeses han variat al llarg del temps, però seria: Ser competència i obligació dels Districtes forestals conservar i ordenar les forests.
Les seves funcions eren:
1. Inicialment, l'administració de les forests públiques catalogades d'Utilitat Pública, de propietat d'Entitats Locals (les de propietat de l'Estat, a partir de 1941 són gestionades pel Patrimoni Forestal de l'Estat):
- Defensa de la propietat forestal. Catalogació de forests públiques, Ordenances i revisions
- Direcció de tots els aprofitaments anuals.
- Millores i Transformació de Cultius. Proposta, execució i direcció de treballs de millora (repoblació i conservació).

2. A partir de l'any 1939, se li encarrega també la intervenció en muntanyes de règim privats: Fusta i Llenyes, Resines i Transformació de Cultius.
3. La intervenció en indústries forestals: Serradores i Indústria de resines
4. Altres activitats. Infraccions forestals, Caça i pesca fluvials, Vivers i Sequers, Estadística, Plagues forestals, Incendis i Experiències.
5. Funcions d'assessorament i d'extensió forestal.

## Distribució territorial
Inicialment estava format per 10 inspeccions:
- 1a Inspecció, amb seu a Madrid. Estava formada pels Districtes de Madrid, Conca, Guadalajara i Sòria.
- 2a Inspecció, amb seu a Oviedo. Estava formada pels Districtes d'Oviedo, La Corunya, Lugo, Ourense i Pontevedra.
- 3a Inspecció, amb seu a Santander. Estava formada pels Districtes de Santander, Burgos, Lleó i Palència.
- 4a Inspecció, amb seu a Saragossa. Estava formada pels Districtes de Saragossa, Osca, Logronyo i Navarra.
- 5a Inspecció, amb seu a Barcelona. Estava formada pels Districtes de Barcelona, Balears, Girona, Lleida i Tarragona.
- 6a Inspecció, amb seu a València. Estava formada pels Districtes de València, Albacete, Alacant, Castelló i Terol.
- 7a Inspecció, amb seu a Jaén. Estava formada pels Districtes de Jaén, Almeria, Granada, Màlaga i Múrcia.
- 8a Inspecció, amb seu a Cadis. Estava formada pels Districtes de Cadis, Canàries, Còrdova, Huelva i Sevilla.
- 9a Inspecció, amb seu a Càceres. Estava formada pels Districtes de Càceres, Badajoz, Ciudad-Real i Toledo.
- 10a Inspecció, amb seu a Segovia. Estava formada pels Districtes de Segovia, Àvila, Salamanca, Valladolid i Zamora.

Però es van desenvolupar inicialment 37 Districtes forestals, tot i que havien de ser de caràcter uniprovincial (hi havia 49 províncies), hi va haver, al llarg del temps, algunes excepcions com:
- Castelló-Tarragona. En aquest cas, des de l'any 1902, la província de Castelló formava part del Districte de Castelló-Tarragona, però la capitalitat i residència del Cap era a Tarragona, quedant a Castelló un Encarregat. L'any 1934, arran del traspàs de competències forestals de Catalunya, a la Generalitat; es va crear un nou districte forestal de Balears-Castelló, amb seu a Palma.
- Barcelona-Girona-Balears. L'any 1890 són suprimits els Districtes de Balears i Girona, passant a formar part amb Barcelona. La capitalitat correspon a Barcelona. Va tenir com a Enginyer en cap a en Rafael Puig i Valls, referent de la Festa de l'Arbre.
- Múrcia-Alacant. El Districte d'Alacant fou suprimit l'any 1920, passant a formar part amb Múrcia, amb una situació similar al de Castelló.
- Orense-Lugo.
- Pontevedra-Coruña.
- Sevilla-Huelva-Còrdova.
- Navarra i País Basc.
- Ciudad Real i Badajoz.

Les excepcions anteriors van anar desapareixent i l'any 1967 hi havia Districtes uniprovincials a tot l'Estat.

## Evolució històrica
La Llei de Forests de l'any 1863 (vigent fins a l'any 1957) és la precursora directe de l'organització de l'Administració Forestal. El seu Reglament de l'any 1865, defineix les competències del Ministeri de Foment en matèria forestal i estableix l'articulació del territori espanyol en una sèrie de Districtes.
La Llei de Repoblacions Forestals de l'any 1877 amplia encara més la capacitat dels districtes forestals, amb: 
- La constitució de Districtes Forestals provincials (o supraprovincials) que cobria tot el territori nacional.
- La creació dels Capatassos de conreus (són els primers guardes forestals, van canviar de nom l'any 1906, per passar a ser: personal de Guarderia Forestal).

Posteriorment hi ha dos grans canvis que debiliten l'estructura:
- L'any 1901 es crea (al marge del Districte, d'on manlleva recursos) el Servei Hidrològic-Forestal de la Nació, amb la finalitat d'executar treballs de repoblacions forestals i de correcció hidrològica en les capçaleres dels rius. Les obres i serveis eren declarades d'utilitat pública als efectes d'expropiació forçosa. Els guardes forestals són personal del Cos de Guarderia Forestal de l'Estat. A Catalunya li correspon la 4a Divisió: de la Conca Inferior de l'Ebre i Pirineus Orientals.
- L'any 1935 (i modificada i ampliada a l'any 1941) es crea (al marge del Districte, d'on manlleva la gestió de les forests públiques de titularitat de l'Estat) el Patrimoni Forestal de l'Estat, amb la finalitat d'executar repoblacions, restauració i aprofitament forestal. Es dota de personal propi, els seus encarregats forestals serien reconeguts com a Guardes del Patrimoni Forestal de l'Estat (un Cos diferent dels altres, de Guardes forestals).

Al marge es van crear noves entitats, en aspectes que el Districte no participava:
- A partir de 1907, amb la Llei de Pesca Fluvial i la creació de l'administració corresponent, en el que seria posteriorment el Servei de Pesca Continental, Caça i Parcs Nacionals. Per a la gestió específica d'aquestes activitats, amb personal propi sobre el terreny, la Guarderia del Servei de Caça i Pesca Continental (un Cos diferent dels altres, de Guardes forestals).
- L'Institut Forestal d'Investigacions i experiències. On s'integra una Brigada de Plagues formada per personal del Patrimoni Forestal de l'Estat (inclosos Guardes forestals), per a lluitat contra els insectes i fongs que afectaven a les repoblacions forestals que estaven executant.
- A partir de l'any 1931 es crea el Servei de Camins Ramaders a la Direcció General de Ramaderia i indústria pecuària, amb la finalitat de vetllar per al manteniment dels camins ramaders.[9]

Tot plegat feia que existissin diferents institucions de l'Administració forestal, sobre el terreny, estiguessin en paral·lel.
A partir de l'any 1967, els Districtes forestals s'integren, com a seccions forestals, a les Delegacions Provincials del Ministeri d'Agricultura. Finalment, l'any 1971, els districtes forestals s'integren a l'ICONA, i desapareixen.
Tot i la integració dels Districtes forestals a l'ICONA, no passà el mateix amb el personal de Guarderia. L'ICONA estableix la seva pròpia Guarderia Forestal (Guarderia Forestal de l'ICONA) amb la fusió dels Guardes del Patrimoni Forestal de l'Estat i la Guarderia del Servei de Caça i Pesca Continental; quedant com agregada, la Guardería Forestal de l'Estat.
La Guarderia Forestal de l'Estat va continuar efectuant oposicions fins a la completa transferència de competències en matèria de Conservació de la Natura a les diferents comunitats autònomes, l'any 1985 (darrera oposició).